# Aleksandr Aleksandrov
Aleksandr Vasiljevitj Aleksandrov (ryska: Александр Васильевич Александров), född 1 april enligt g.s. (13 april) 1883 i byn Plachino i Michajlov ujezd i guvernementet Rjazan i Kejsardömet Ryssland (nu Michajlov rajon i Rjazan oblast i Ryssland), död 8 juli 1946 i Berlin, var en rysk kompositör. 
Aleksandrov studerade komposition på konservatoriet i Sankt Petersburg för Nikolaj Rimskij-Korsakov och Aleksandr Glazunov. År 1928 organiserade han Röda arméns kör, med vilken han turnerade både i Sovjetunionen och internationellt. Hans sång, Hymn till den bolsjevistiska revolutionen, blev 1944 Sovjetunionens nationalsång, med ny text och det nya namnet Hymn till Sovjetunionen. Nu är den Rysslands nationalsång, under namnet Ryska federationens hymn, med ytterligare en ny text. 
Aleksandrov komponerade också den kända kampsången Det heliga kriget, som skrevs efter det tyska anfallet mot Sovjetunionen 1941. Aleksandrov dog 1946 i Berlin under en konsertturné.